# 이민형 (축구 선수)
이민형(1997년 4월 4일 ~ )는 대한민국의 축구 선수로, 포지션은 센터백이다. 현재 K리그2 충북 청주 FC 소속이다.